# رواية ابن ذكوان عن ابن عامر
رواية ابن ذكوان عن ابن عامر أحد روايات القرآن الكريم، فقد رواها أبو عمرو عبد الله بن أحمد بن بشير ويقال له ابن ذكوان (173 هـ - 242 هـ)، عن أبو عمران عبد الله بن عامر بن يزيد بن تميم بن ربيعة بن عامر اليحصبي (21 هـ - 118 هـ)، وقد روى عن ابن عامر بالإضافة لرواية ابن ذكوان عن ابن عامر رواية هشام عن ابن عامر.

## ابن عامر
هو أبو عمران عبد الله بن عامر بن يزيد بن تميم بن ربيعة بن عامر اليحصبي نسبه إلى يحصب بن دهمان، ولد سنة 21 هـ وهو من القراء السبعة، كان إمامًا تابعيا وعالما شهيرا وهو إمام أهل الشام في القراءة وإليه انتهت مشيخة الإقراء بها بعد وفاة أبي الدرداء، أم المسلمين بالجامع الأموي سنين كثيرة في عهد عمر بن عبد العزيز وقبله وبعده فكان عمر يأتم به وهو أمير المؤمنين، وجمع له الخليفة بين القضاء والإمامة ومشيخة الإقراء بدمشق، قرأ على أبي هاشم المغيرة بن أبي شهاب عبد الله بن عمرو بن المغيرة المخزومي، وعلى أبي الدرداء عويمر بن زيد بن قيس وقرأ المغيرة على عثمان بن عفان رضي الله عنه، وقرأ أبو الدرداء وعثمان على رسول الله صلّى الله عليه وسلم.
وقد ثبت سماعه القرآن والحديث عن جماعة من الصحابة منهم النعمان بن بشير ومعاوية بن أبي سفيان وفضاله بن عبيد رضي الله عنهم أجمعين، روى القراءة عنه عرضا يحيى بن الحارث الذمار وهو الذي خلفه في القيام بها والإقراء لها وأخوه عبد الرحمن بن عامر وربيعة بن يزيد وجعفر بن ربيعة وإسماعيل بن عبد الله بن أبي المهاجر وسعيد بن عبد العزيز وخلاد بن يزيد بن صبيح المري ويزيد بن أبي مالك وغيرهم كثير، توفي يوم عاشوراء سنة 118 هـ.

## ابن ذكوان
هو وأبو عمرو عبد الله بن أحمد بن بشير ويقال بن ذكوان بن عمرو بن حسان بن داود بن حسنون بن سعد بن غالب بن فهر بن مالك بن النضر وأبومحمد القرشي الفهري الدمشقي، ولد في يوم عاشوراء سنة 173 هـ، راوٍ ثقة وشيخ الإقراء بالشام وإمام جامع دمشق، أخذ القراءة عرضا عن أيوب بن تميم وهو الذي خلقه في القيام بالقراءة بدمشق، قال أبوعمرو الحافظ: قرأ على الكسائي حين قدم الشام، وروى الحروف سمعا عن إسحاق بن المسيبي عن نافع وروى القراءة عنه خلق كثير منهم: ابنه أحمد بن عبد الله وأحمد بن أنس وأحمد بن المعلي وأحمد بن يوسف التغلبي وأحمد بن نصر بن شاكر بن أبي رجاء وسهل بن عبد الله بن الفرخان الزاهد وأبوزرعة عبد الرحمن بن عمرو الدمشقي وعبد الله بن عيسى الاصفهاني ومحمد بن موسى الصوري وهارون بن الأخفش، وألف كتاب أقسام القرآن وجوابها وما يجب على قارئ القرآن عند حركة لسانه، قال عنه أبو زرعة الرازي لم يكن بالعراق ولا بالحجاز ولا بالشام ولا بمصر ولا بخراسان في زمان ابن ذكوان اقرأ عندي منه، وقال النقاش قال ابن ذكوان: أقمت على الكسائي سبعة أشهر وقرأت عليه القرآن غير مرة، وتوفي يوم الأثنين لليلتين بقيتا من شوال وقيل لسبع خلون منه سنة 242 هـ.

## منهج ابن عامر في القراءة
لابن عامر منهج في القراءة اختلف فيها عن بقيت القراءات العشر، ولقراءات ابن عامر من هشام وابن ذكوان بعض الاختلافات منها:
- له التوسط في المدين المتصل والمنفصل .
- يدغم من رواية هشام ذال إذ في بعض الحروف ويدغم من الروايتين (هشام وابن ذكوان) الدال في الثاء والثاء في التاء، والذال في التاء.
- يغير الهمز المتطرف عند الوقف على تفصيل يعلم من محله (عند هشام وحده).
- له في الهمزة الثانية من الهمزتين الملتقيتين في كلمة التسهيل والتحقيق مع الإدخال إذا كانت مفتوحة، وله التحقيق مع الإدخال وعدمه إذا كانت مكسورة أو مضمومة، وهذا كله لهشام أما ابن ذكوان فيقرأ كحفص.
- يميل من رواية هشام ألف ( إِناه ) في ( غير ناظرين إِناه ) في الأحزاب وألف ( مشارب ) في يس وألف ( عابدون ) و (عابد ) في الكافرون وألف ( آنية ) في ( تسقى من عين آنية) الغاشية.

- إِبراهيم تقرأ من رواية هشام لفظ ( إِبراهيم ) في بعض المواضع بفتح الهاء وألف بعدها.
- يميل من رواية ابن ذكوان الألف في الألفاظ الآتية ( جاء – شاء – زاد ) حيث وقعت وكيف وردت وكذلك ( المحراب – إِكراههن - كمثل الحمار – الإِكرام - عمران ).
- يقرأ من رواية ابن ذكوان ( وإِن إِلياس ) في الصافات يوصل الهمزة.

## أنظر أيضًا
- رواية حفص عن عاصم.
- رواية شعبة عن عاصم.
- رواية قالون عن نافع.
- رواية ورش عن نافع.
- رواية قنبل عن ابن كثير.
- رواية البزي عن ابن كثير.
- رواية الدوري عن أبي عمرو.
- رواية السوسي عن أبي عمرو.
- رواية هشام عن أبن عامر.
- رواية خلف عن حمزة.
- رواية خلاد عن حمزة.
- رواية الدوري عن الكسائي.
- رواية أبي الحارث عن الكسائي.
- رواية ابن وردان عن ابي جعفر.
- رواية ابن جماز عن ابي جعفر.
- رواية رويس عن يعقوب.
- رواية روح عن يعقوب.
- رواية اسحاق عن خلف.
- رواية ادريس عن خلف.

القراء السبعة هم:
- عبد الله بن كثير الداري المكي
- عبد الله بن عامر اليحصبي الشامي
- عاصم بن أبي النَّجود الأسدي الكوفي
- أبو عمرو بن العلاء البصري
- حمزة بن حبيب الزيات الكوفي
- نافع بن عبد الرحمن بن أبي نعيم المدني
- أبو الحسن علي بن حمزة الكسائي النحوي الكوفي

تمام القراء العشرة:
- خلف بن هشام
- يعقوب الحضرمي
- أبو جعفر المدني